# Thomas Galberry

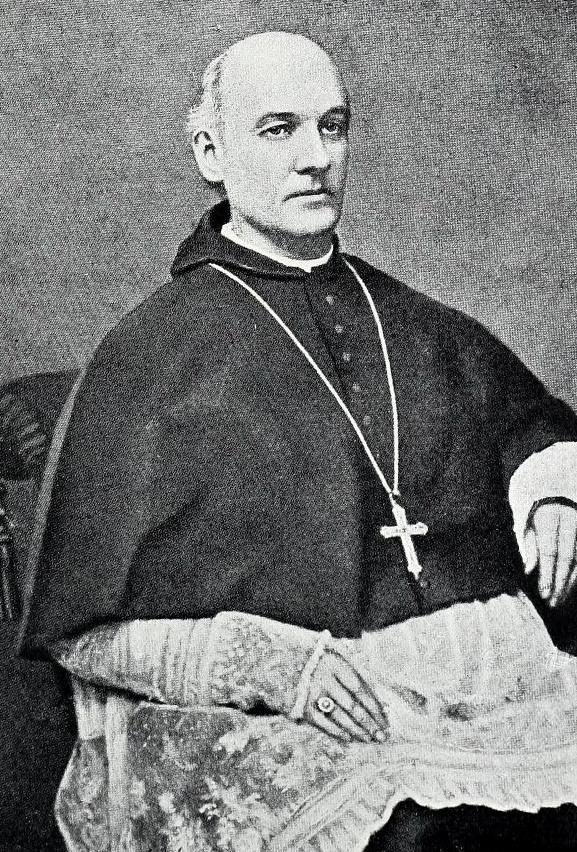
Thomas Galberry, 4. Bischof von Hartford

Thomas Galberry OSA (* 28. Mai 1833 in Naas, County Kildare, Irland; † 10. Oktober 1878 in New York City, New York, Vereinigte Staaten) war ein irischer Ordensgeistlicher in den Vereinigten Staaten und römisch-katholischer Bischof von Hartford.

## Leben
Galberry trat in die Ordensgemeinschaft der Augustiner ein und empfing am 20. Dezember 1856 durch Johann Nepomuk Neumann das Sakrament der Priesterweihe.
Papst Pius IX. ernannte Galberry am 12. Februar 1875 zum Bischof von Hartford. Die Bischofsweihe spendete ihm am 19. März des darauffolgenden Jahres der Erzbischof von Boston, John Joseph Williams; Mitkonsekratoren waren Patrick Thomas O’Reilly, Bischof von Springfield (Massachusetts), und Edgar Philip Prindle Wadhams, Bischof von Ogdensburg. Sein Wahlspruch lautete Spes Nostra („Unsere Hoffnung“).